# Lathen
Lathen település Németországban, azon belül Alsó-Szászország tartományban. Lakosainak száma 7086 fő (2023. december 31.). Lathen Renkenberge, Sögel, Stavern, Haren, Oberlangen, Niederlangen és Fresenburg községekkel határos.

## Népesség
A település népességének változása:
| Lakosok száma | 6363 | 6478 | 6581 | 6902 | 7041 | 7086 |
|               | 2016 | 2017 | 2019 | 2021 | 2022 | 2023 |

## Érdekességek
A település mellett halad el az Emslandi maglev tesztpálya.